# Zeleneanka, Krîjopil
Zeleneanka (în ucraineană Зеленянка) este un sat în comuna Krasnosilka din raionul Krîjopil, regiunea Vinnița, Ucraina.

## Demografie
Componența lingvistică a localității Zeleneanka
     Ucraineană (99,55%)
     Alte limbi (0,45%)
Conform recensământului din 2001, majoritatea populației localității Zeleneanka era vorbitoare de ucraineană (99,55%), existând în minoritate și vorbitori de alte limbi.